# 蒙哥馬利地方機場
蒙哥馬利地方機場（英語：Montgomery Regional Airport），是一座位於美國阿拉巴馬州蒙哥馬里 的民用機場.

## 設施
蒙哥馬利地方機場佔地1,907 英畝 s (772 ha)和有二跑道 s ：
- 跑道10/28 ： 9,010 x 150英尺。 (2,746 x 46 m)，表面： 瀝青。 CAT I ILS和方法光在兩個末端。
- 跑道3/21 ： 4,010 x 150英尺。 (1,222 x 46 m)，表面： 瀝青

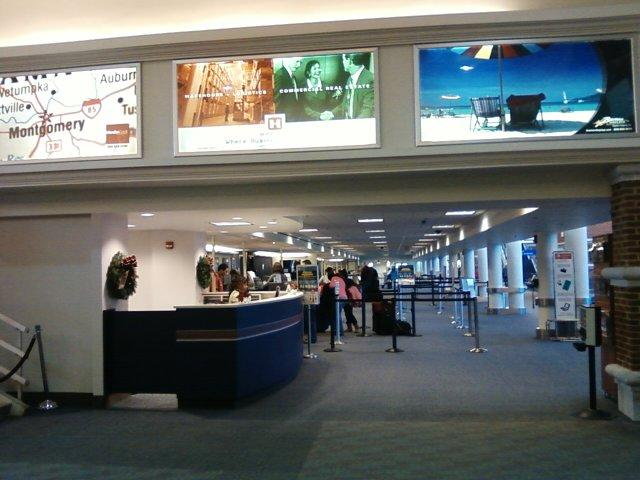
機場大廳

## 航點
- 大陸航空
  - 大陸航空快運
- 達美航空
- 西北航空
- 全美航空
  - 全美航空快運

## 外部連結
- 蒙哥馬里地方機場 （页面存档备份，存于）